# ヴラディスラヴ・ボギチェヴィッチ
ヴラディスラヴ・ボギチェヴィッチ（セルビア語: Владислав Богићевић, ラテン文字転写: Vladislav Bogićević、1950年11月7日 - ）は、セルビア（旧ユーゴスラビア）の元サッカー選手、サッカー指導者。ポジションはミッドフィールダー。

## 経歴
ユーゴスラビアのレッドスター・ベオグラードとアメリカのニューヨーク・コスモスでレジェンドに名を連ねたミッドフィールダー。その功績が称えられ、2002年にはアメリカサッカー殿堂入りを果たした。
ユーゴスラビア代表では1971年から1977年までの23試合に出場している。